# Klein Offem

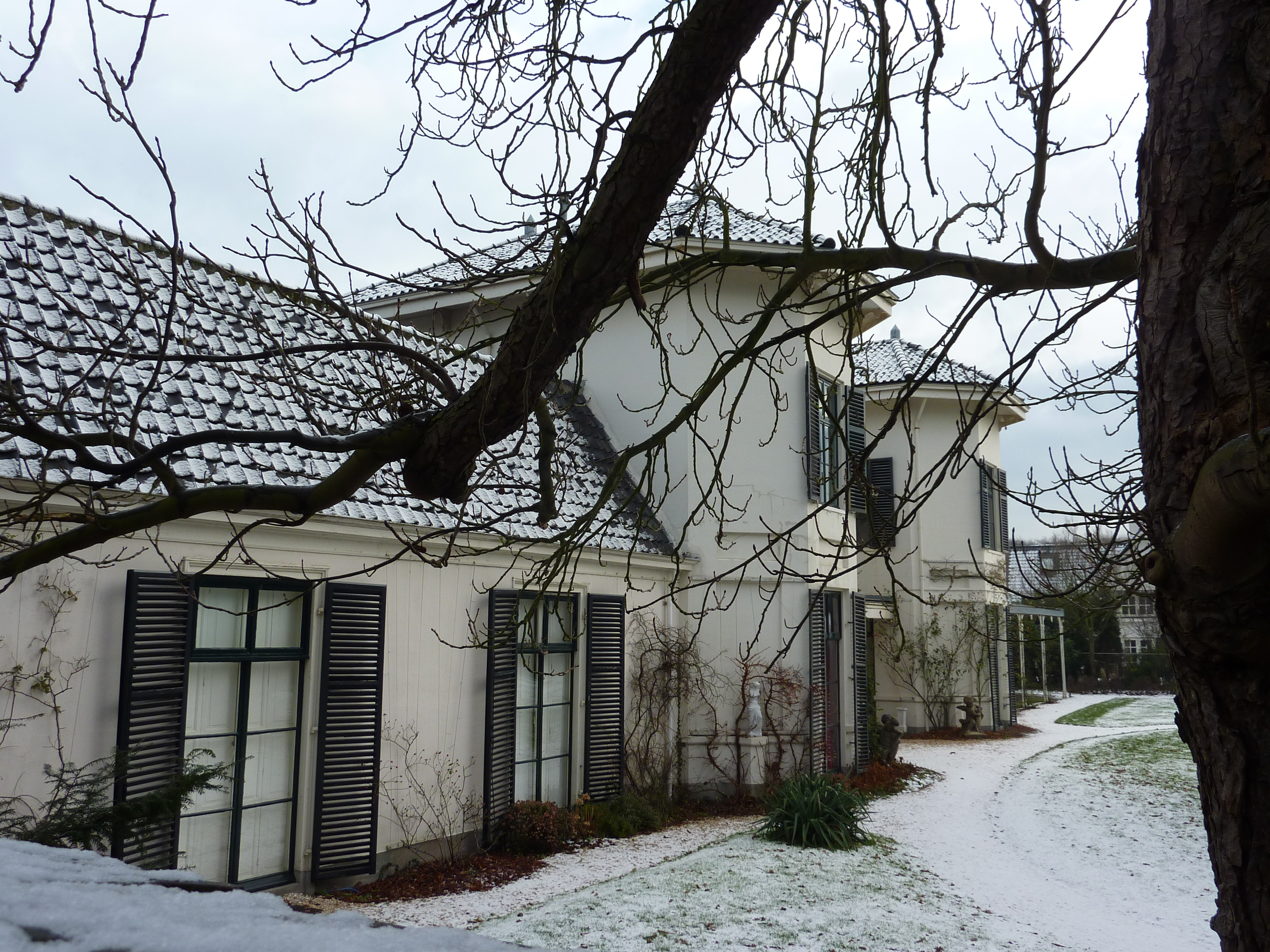
De zuidzijde van het landhuis met gazon.

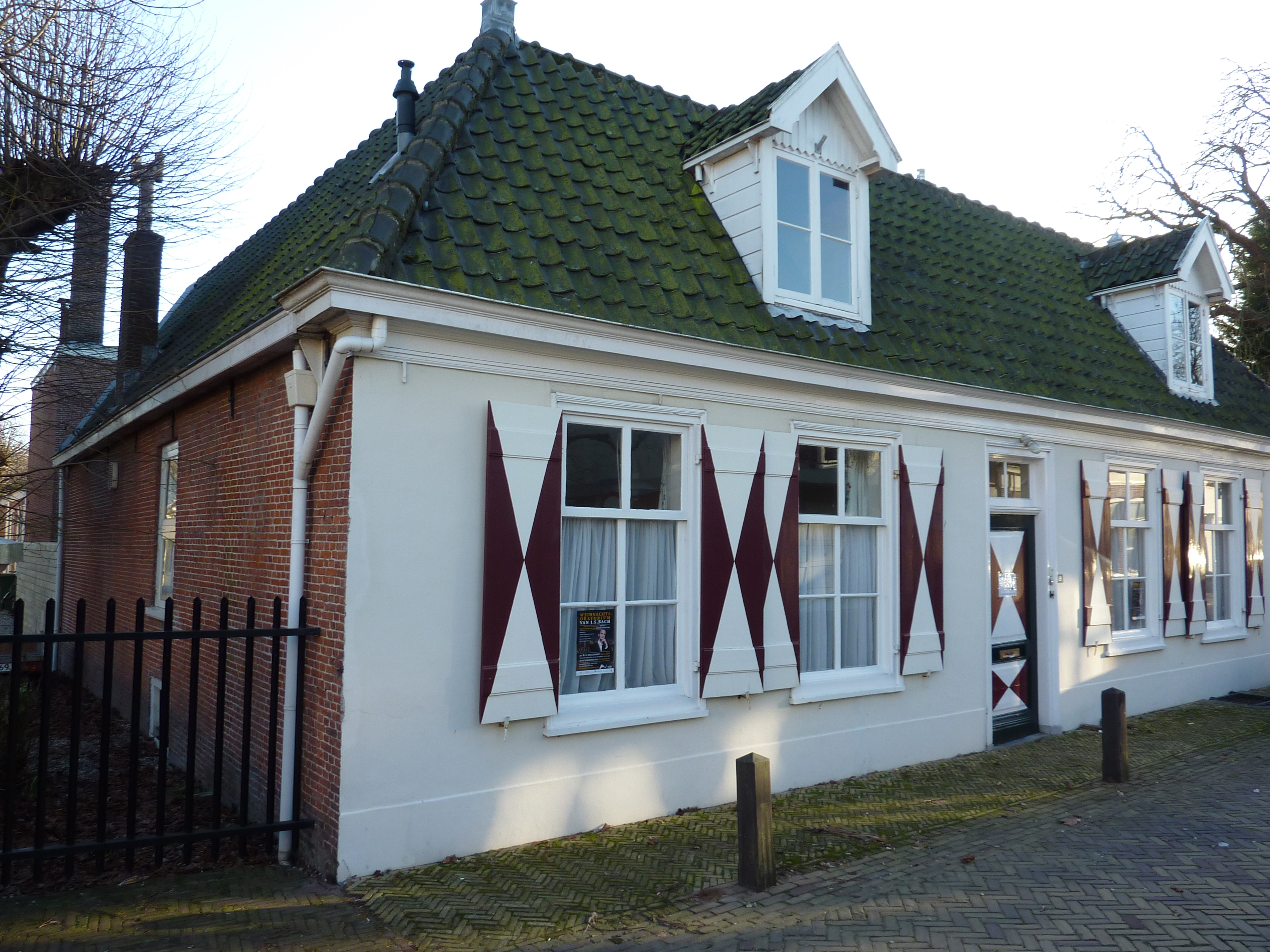
Westzijde aan de Offemweg, ook wel achterom genoemd.

Klein Offem is een landhuis in de Nederlandse plaats Noordwijk. Het huis is van het landgoed Offem gescheiden door de Gooweg. Het huis is gebouwd in de 18e eeuw en ontworpen door architect G. Brouwer uit Den Haag.
Oorspronkelijk heette het huis Quartelkooi en was in handen van Ary van Rhijn, meester-schoenmaker. In 1836 werd het huis met tuin gekocht door Wigbold Albert Willem van Limburg Stirum Noordwijk (16 april 1786 - 15 januari 1855). Het voorste gedeelte werd vergroot en de naam van het huis werd veranderd tot Klein Offem. In 1855 ging na het overlijden van W.A.W van der Does graaf van Limburg Stirum het landgoed over naar zijn tweede zoon mr. Frederik Albert Govert Limburg Stirum (17 oktober 1819 - 30 maart 1900). Van 1856 to 1868 was deze zoon gemeenteraadslid van Noordwijk en daarvoor burgemeester van Noordwijkerhout. Tussen 1856 en 1861 werd in opdracht van hem de zuidfaçade gerealiseerd in de stijl van het romantisch neoclassicisme.
Ten noorden van het huis ligt schietterrein van het St. Jorisgilde. Ten zuiden van het huis ligt een gazon met nog zuidelijker een moestuin, enkele broeibakken en een oude kas en tuinmuur. In 1996 werd de tuin aan oostelijke zijde verkleind vanwege het bouwen van een aantal villa's.
Regelmatig is het landhuis geopend vanwege tentoonstellingen. Zo gaf van 18 september 2008 tot en met 12 oktober 2008 gaf de Duitse schilder Jürgen Leippert een expositie in het huis. Van 11 april 2009 tot en met 3 mei 2009 was het landhuis geopend voor publiek vanwege een kunsttentoonstelling van Maja van Hall, Juul van den Heuvel en Jurriaan van Hall. Hierbij werden beelden, schilderijen, zeefdrukken en tekeningen getoond. In de zomermaanden is het huis geopend voor schilderworkshops.
Er zijn plannen om het landhuis te verbouwen tot 4-sterren kunsthotel met op de eerste verdieping twaalf kamers en beneden een ruimte voor wijnproeverij, ateliers, kookworkshops en klein restaurantje.
Het huis heeft de status rijksmonument. In 2009 was het huis en de tuin voor het eerst bij een Open Monumentendag te bezichtigen.